# Hendrik Philip Jacob van Heemstra
Hendrik Philip Jacob van Heemstra (Jutphaas, 4 september 1867 - De Bilt, 23 februari 1931) was burgemeester van Harmelen en De Bilt.
Hendrik Philip Jacob baron van Heemstra was een telg uit het geslacht Van Heemstra. Hij was zoon van burgemeester Willem Hendrik Johan van Heemstra en Wilhelmine Cornelia de Beaufort (1843-1927). Ook Hendriks jongere broer Aarnoud van Heemstra zou later burgemeester worden. Op 30 september 1896 huwde hij in Doorn Anna Maria Cornelia Rosmale Nepveu (Nepven), ze kregen twee dochters.

## Burgemeester
In 1895 werd Van Heemstra benoemd als burgemeester van Harmelen. Hij bleef daar tot 1907 in functie. 
In 1907 volgde hij De Block van Haersma de With op als burgemeester van De Bilt. Daarmee was hij in deze gemeente de tweede burgemeester uit de Friese adel en de vierde in de rij van adellijke burgemeesters. Na deze aansluitende benoeming in De Bilt verhuisde het gezin naar huis De Varenkamp, een landhuis op het terrein van het buiten Jagtlust aan de Soestdijkseweg in De Bilt. Naast zijn taken als burgemeester was hij voorzitter van de Nieuwjaarscommissie (voedseluitdeling aan de armen), voorzitter van de Brandstofcommissie. Verder was hij naast erevoorzitter van de Biltsche Zwemvereeniging van 1909-1920 tevens voorzitter van het College van Zetters. Van Heemstra werd in 1927 als burgemeester van De Bilt opgevolgd door Henrik Paulus van der Borch tot Verwolde van Vorden. 
Hendrik van Heemstra overleed in 1931 op 63-jarige leeftijd en werd begraven op begraafplaats Brandenburg in Bilthoven.